# Coordinamento per l'indipendenza sindacale delle forze di polizia
Il Coordinamento per l'indipendenza sindacale delle forze di polizia (COISP) è un sindacato nazionale indipendente di polizia, e dichiara di essere uno dei sindacati delle forze di polizia maggiormente rappresentativo a livello nazionale.

## Storia
Fondato nel 1992, ha raggiunto la rappresentatività nel 1994. Si è fatto conoscere soprattutto per iniziative estremamente provocatorie, come quella di organizzare un sit-in davanti all'ufficio di Patrizia Moretti, madre di Federico Aldrovandi, per protestare in favore degli agenti di polizia condannati per l'omicidio del figlio.
Nell'agosto 2015 con un comunicato ufficiale il COISP è salito agli onori delle cronache per aver assunto una posizione fortemente critica verso il film Viva la sposa di Ascanio Celestini, dichiarando: Non ne sappiamo nulla, eppure noi diciamo che la sua opera, scusi il termine un po' forte, fa cagare. Affermiamo anche, senza avere alcuna competenza in merito, che lei recita come un cane e che dietro la macchina da presa fa ancora più pena. Il film, in concorso alla 72ª Mostra internazionale d'arte cinematografica di Venezia, tratta del caso Giuseppe Uva, morto dopo aver passato una notte nella caserma dei carabinieri di via Saffi a Varese; la polemica rimase agli onori della cronaca fino al mese di ottobre.